# Novo Banco de Desenvolvimento
O Novo Banco de Desenvolvimento (NBD), também referido como Banco de Desenvolvimento do BRICS  e, mais frequentemente, como Banco do BRICS  ou Banco dos BRICS, é um banco de desenvolvimento multilateral fundado pelos cinco estados integrantes do grupo BRICS (Brasil, Rússia, Índia, China e África do Sul).
Segundo o Acordo sobre o estabelecimento do NBD, "o Banco deverá apoiar projetos públicos ou privados por meio de empréstimos, garantias, participações acionárias e outros instrumentos financeiros". Além disso, o NBD "deve cooperar com organizações internacionais e outras entidades financeiras, e fornecer assistência técnica para projetos a serem apoiados pelo Banco."
O capital inicial autorizado do banco é de US$ 100 bilhões, dividido em 1 milhão de ações com valor nominal de US$ 100.000 cada. O capital subscrito inicial do NBD é de US$ 50 bilhões, dividido em ações integralizadas (US$ 10 bilhões) e ações resgatáveis (US$ 40 bilhões). O capital subscrito inicial do banco foi distribuído igualmente entre os membros fundadores (Brasil, Rússia, Índia, China e África do Sul). O Acordo sobre o NBD especifica que cada membro tem um voto e que nenhum membro possui poder de veto.
A instituição é sediada em Xangai, na China. O primeiro escritório regional do NBD foi aberto em Joanesburgo, África do Sul. O segundo escritório regional foi estabelecido em 2019 em São Paulo, seguido por outros escritórios na Rússia e na Índia. Em setembro de 2021, o banco anunciou sua primeira expansão com a admissão de três novos membros: Uruguai, Emirados Árabes Unidos e Bangladesh.

## Histórico

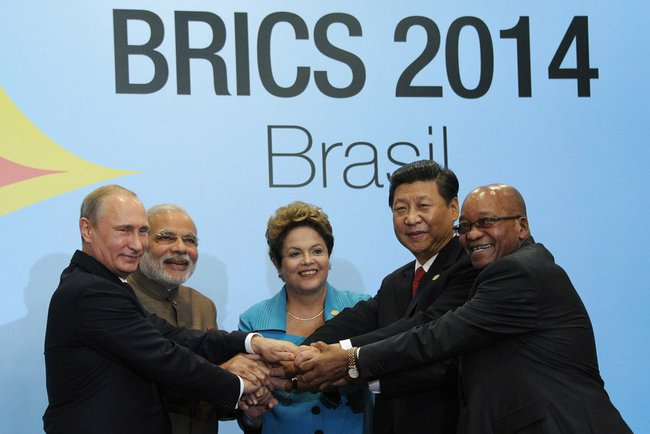
Putin, Modi, Rousseff, Xi e Zuma, líderes do BRICS, na 6ª cúpula do grupo, em 2014.

A criação do banco foi acordado pelos líderes do BRICS na Quinta cúpula do BRICS, realizada em Durban, na África do Sul, em 27 de março de 2013.
Em 15 de julho de 2014, o primeiro dia da Sexta cúpula do BRICS, realizada em Fortaleza, no Brasil, o grupo de economias emergentes assinou o documento há muito aguardado para criar o Novo Banco de Desenvolvimento de 100 bilhões de dólares e um fundo de moeda de reserva no valor de mais outros 100 bilhões de dólares. Ambos irão contrariar a influência das instituições de crédito. Também foram assinados documentos sobre a cooperação entre as agências de crédito à exportação BRICS e um acordo de cooperação em matéria de inovação. No Brasil, o acordo constitutivo do banco foi promulgado pelo decreto Nº 8.624, de 29 de dezembro de 2015.
O banco dos BRICS terá sua sede em Xangai, na China. Seu primeiro presidente será indiano. O Brasil deverá indicar o presidente do Conselho de Administração do banco. À Rússia caberá nomear o presidente do Conselho de Governadores, e a África do Sul sediará o Centro Regional Africano da instituição. O NBD deverá também impulsionar ainda mais o comércio entre os cinco componentes do grupo, que já movimenta cerca de 54 bilhões de dólares anuais. O capital inicial do banco será de 50 bilhões de dólares (podendo chegar, futuramente, a 100 bilhões de dólares), valor a ser integralizado pelos cinco países em partes iguais, em até sete anos.
O presidente inaugural do conselho de administração virá do Brasil. O presidente inaugural do Conselho de Governadores será russo. O primeiro centro regional banco será localizado na África do Sul.
Em fevereiro de 2023, pela primeira vez da história do NDB um governo solicitava a renúncia do presidente do banco, o governo brasileiro solicitou a renúncia do presidente Marcos Troyjo, cujo mandato encerraria somente em 2025; para substituí-lo estava cotado o nome da ex-presidente Dilma Rousseff.
Em 24 de março de 2023, a ex-presidente Dilma Rousseff, indicada para substituir Marcos Troyjo pelo governo brasileiro, foi aprovada pelo Conselho de Governadores do banco, sendo a primeira mulher a assumir o cargo. Seu mandato terminaria em 2025, contudo foi reeleita para um mandato de mais 5 anos, tendo em vista que a Rússia, que teria o direito de indicar o próximo Presidente, abdicou de sua inciação em favor da recondução de Dilma, a fim de evitar que o Banco pudesse sofrer retaliações em razão da Guerra da Ucrânia.

## Estrutura e objetivos

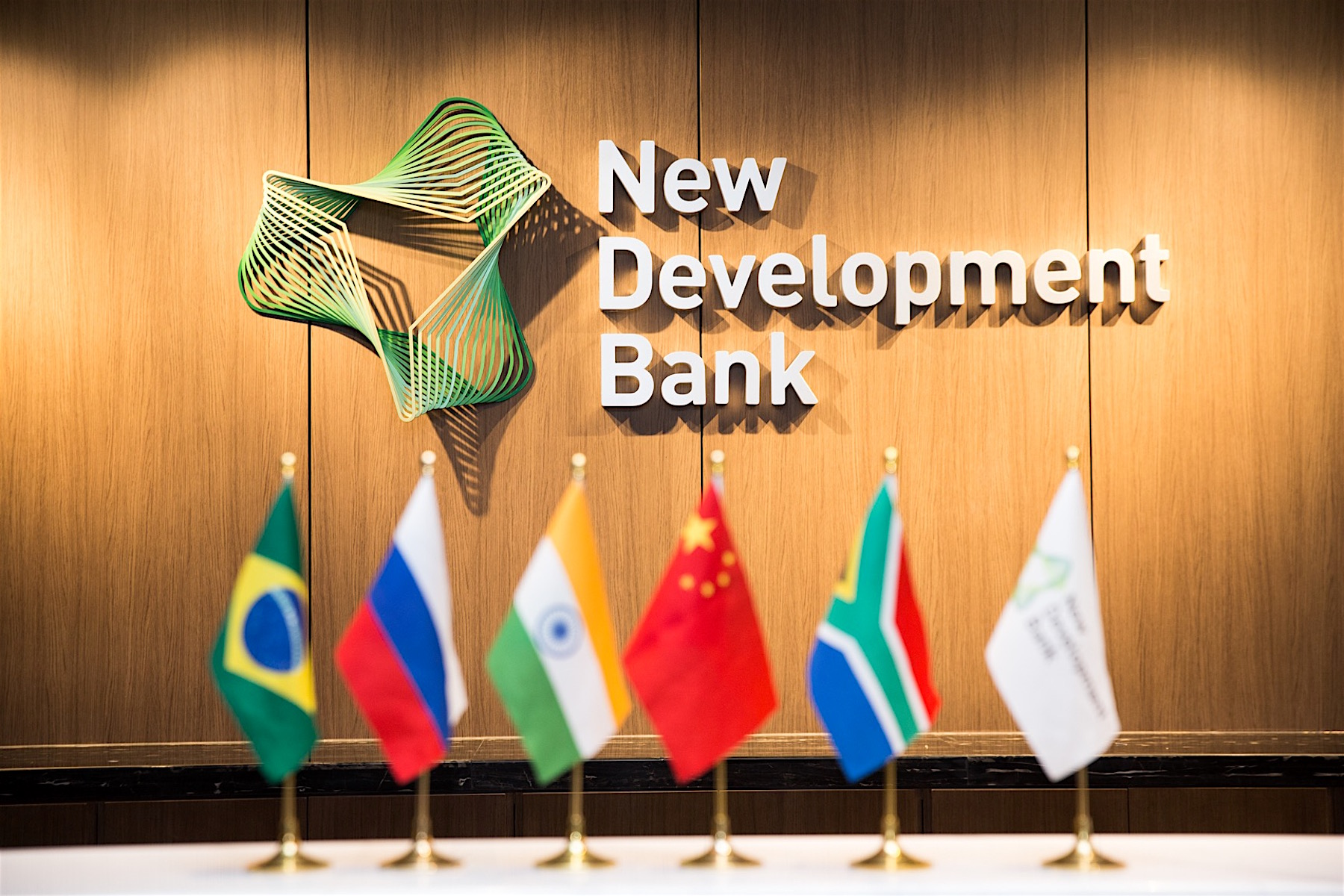
Logo da instituição na sede em Xangai, China

Entre os objetivos do banco está o de fornecer financiamento para projetos de infraestrutura. A instituição também irá prestar assistência aos outros países que sofrem com a volatilidade econômica após o fim da política monetária expansionista dos Estados Unidos.
Segundo Dilma Rousseff, o novo banco deve representar uma alternativa "para as necessidades de financiamento de infraestrutura nos países em desenvolvimento, compreendendo e compensando a insuficiência de crédito das principais instituições financeiras internacionais", que são o Fundo Monetário Internacional (FMI) e o Banco Mundial), instituições criadas em 1945, pelos Acordos de Bretton Woods. Essas instituições têm sido consideradas, pelos países emergentes, como pouco representativas dos seus interesses.
O FMI tem sido criticado em termos da eficácia dos seus métodos no enfrentamento de conjunturas de crise, e vem perdendo credibilidade  pelo menos desde o final dos anos 1990, por ocasião da crise financeira asiática. Quanto ao Banco Mundial, também tem sido alvo de críticas quanto à sua eficácia na promoção do desenvolvimento e redução da pobreza. Principal instituição multilateral de financiamento de infraestrutura no chamado Terceiro Mundo, o Banco Mundial é, por tradição, dirigido por um representante do governo dos Estados Unidos, país que também é responsável pelos maiores aportes de recursos para a instituição.

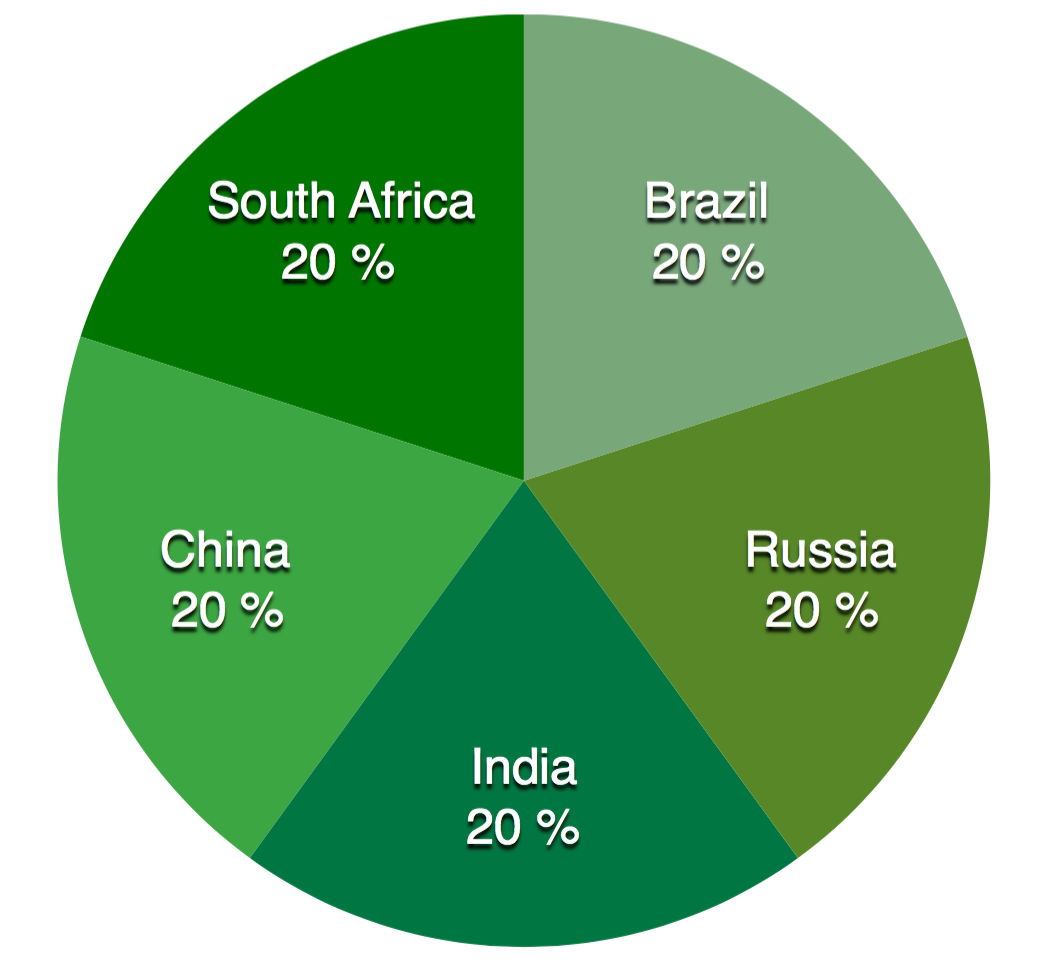
Distribuição equitativa de ações entre os acionistas da NDB

A distribuição atual das ações entre os países membros da NBD é apresentada na tabela a seguir.
| País                   | Número de ações subcritas | Ações (número) votos exercíveis | Capital subscrito valor (bilhões de USD) | Capital Subscrito (% do total) |
| ---------------------- | ------------------------- | ------------------------------- | ---------------------------------------- | ------------------------------ |
| Brasil                 | 100,000                   | 100,000                         | 10.000                                   | 18.98%                         |
| Rússia                 | 100,000                   | 100,000                         | 10.000                                   | 18.98%                         |
| Índia                  | 100,000                   | 100,000                         | 10.000                                   | 18.98%                         |
| China                  | 100,000                   | 100,000                         | 10.000                                   | 18.98%                         |
| África do Sul          | 100,000                   | 100,000                         | 10.000                                   | 18.98%                         |
| Egito                  | 11,960                    | 11,960                          | 1.196                                    | 2.27%                          |
| Bangladesh             | 9,420                     | 9,420                           | 0.942                                    | 1.79%                          |
| Emirados Árabes Unidos | 5,560                     | 5,560                           | 0.556                                    | 1.06%                          |
| Uruguai                |                           |                                 |                                          |                                |
| Ações não alocadas     | 473,060                   | 473,060                         | 47.306                                   |                                |
| Total                  | 1,000,000                 | 1,000,000                       | 100.000                                  | 100.00%                        |

### Investimentos

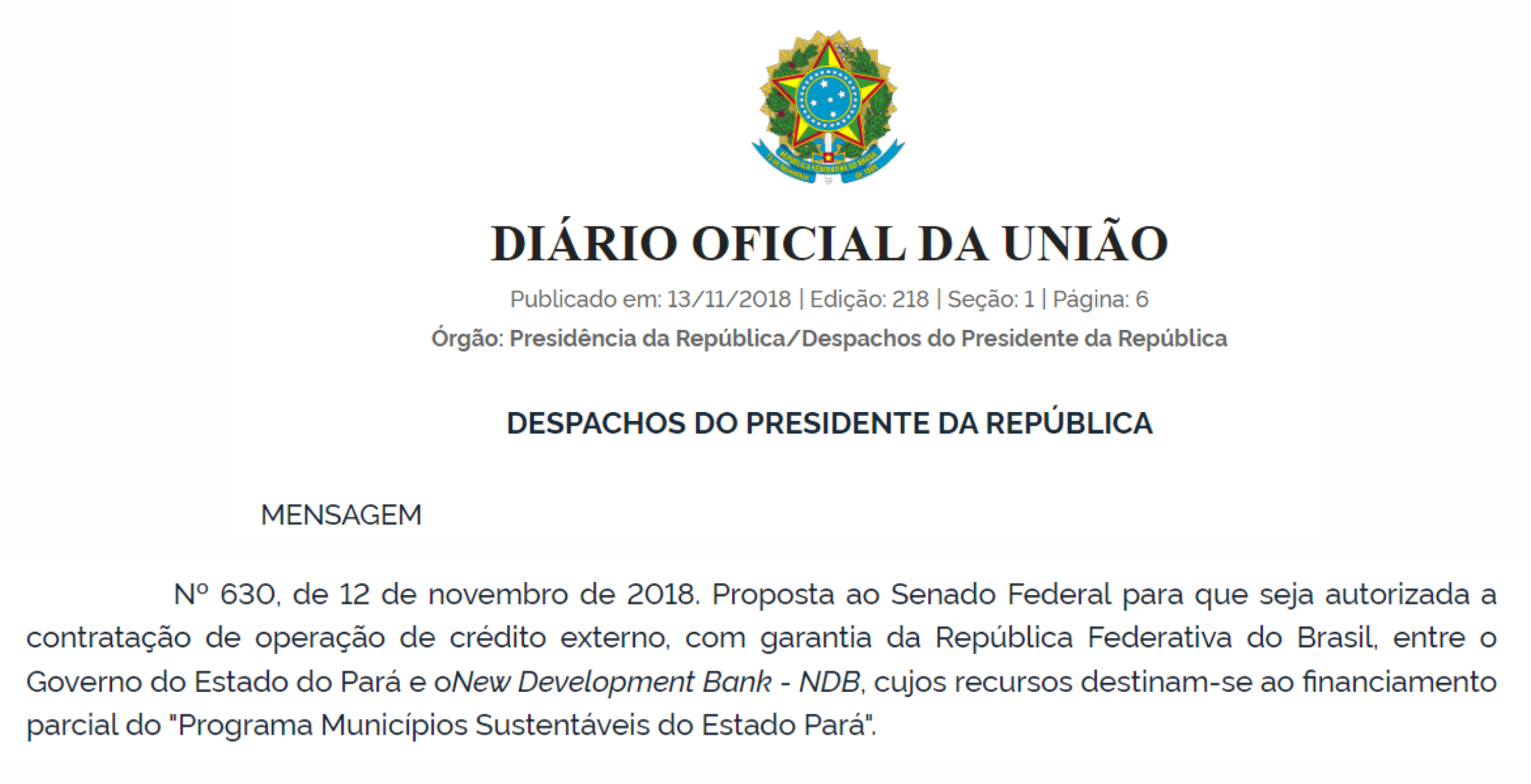
Mensagem presidencial nº 630, de 12 de novembro de 2018, em que o Brasil se torna fiador do empréstimo do Governo do Estado do Pará junto ao Novo Banco de Desenvolvimento para investir no "Programa Municípios Sustentáveis do Estado Pará"

Já foram aprovados 30 projetos, com um montante em torno de US$ 8.1 bilhões de dólares, apenas nos países do BRICS, entre os anos de 2016 e 2018. Os investimentos foram em diversas áreas de infraestrutura, mas a maioria foi direcionada ao setor de transportes e 26% ao desenvolvimento de energias alternativas. Na XI Cúpula do BRICS, em novembro de 2019, que será sediada em Brasília, deverá ser inaugurado uma representação do escritório Regional das Américas do NDB, com sede em São Paulo. O principal objetivo dessa representação regional é prospectar e elaborar projetos para o NDB financiar no Brasil e na região.

## Sede Américas
Em 14 de julho de 2020, o Senado Federal do Brasil, aprovou o decreto legislativo que institui um escritório regional nas Américas, com sede na cidade de São Paulo e unidade de representação em Brasília.

## Membros
O Acordo do Novo Banco de Desenvolvimento entrou em vigor em julho de 2015, com a declaração oficial de todos os cinco estados que o assinaram. Os cinco membros fundadores do Banco incluem Brasil, Rússia, Índia, China e África do Sul.
Os Artigos do Acordo do Banco especificam que todos os membros das Nações Unidas podem ser membros do banco, no entanto, a parcela das nações BRICS nunca pode ser inferior a 55% do poder de voto.
A expansão da adesão ao NDB é considerada por alguns especialistas como crucial para seu desenvolvimento de longo prazo, ajudando a impulsionar o crescimento de negócios do banco.
De acordo com a Estratégia Geral do Banco para 2017-2021, o NDB planeja expandir gradualmente sua adesão para não sobrecarregar excessivamente sua capacidade operacional e de tomada de decisões.
Em setembro de 2021, Bangladesh, Emirados Árabes Unidos e Uruguai se juntaram ao NDB.
Em dezembro de 2021, o NDB admitiu o Egito como novo membro.
A Argélia formalmente apresentou um pedido para se juntar ao Novo Banco de Desenvolvimento do BRICS após a visita do presidente argelino à China.
Membros potenciais ou prospectivos incluem Honduras e Arábia Saudita.

## Lista de Presidentes do NBD
| Foto | Nome           | Mandato                                  | Nacionalidade | Currículo | Notas |
| ---- | -------------- | ---------------------------------------- | ------------- | --- | --- |
|      | K. V. Kamath   | 11 de maio de 2015 – 27 de maio de 2020  | Índia         | - MBA pelo Indian Institute of Management, Ahmedabad - Ex-presidente da Infosys Limited - Ex-presidente não executivo do ICICI Bank                                                                | Primeiro presidente do Novo Banco de Desenvolvimento                                                                      |
|      | Marcos Troyjo  | 27 de maio de 2020 – 24 de março de 2023 | Brasil        | - Graduado em economia e ciências políticas pela Universidade de São Paulo - Ex-secretário especial de Comércio Exterior e Assuntos Internacionais do Ministério da Economia do Brasil - Diplomata | Primeiro ocidental a presidir uma organização multilateral sediada na Ásia                                                |
|      | Dilma Rousseff | 24 de março de 2023 – presente           | Brasil        | - Graduada em economia pela Universidade Federal do Rio Grande do Sul - Ex-ministra de Minas e Energia do Brasil - Ex-ministra da Casa Civil do Brasil - Ex-presidente do Brasil                   | Primeira mulher a liderar o Novo Banco de Desenvolvimento Reconduzida ao cargo em 2025 por indicação do governo da Rússia |